# Yavé Cahard
Yavé Cahard, född den 26 december 1957 i Sainte-Adresse, Frankrike, är en fransk tävlingscyklist som tog OS-silver i cykelsprinten vid olympiska sommarspelen 1980 i Moskva. 